# Jonkheer J. L. Mock
'Jonkheer J. L. Mock' est un cultivar de rosier obtenu en 1908 et lancé au commerce en 1909 par le rosiériste néerlandais Mathias Leenders. Il rend hommage à un ami de l'obtenteur, le chevalier (jonkheer) Johan Lodewik Mock (1862-1929), propriétaire de la villa Valkenhoef à Santpoort où cette rose a été replantée en 2022.

## Description
Cet hybride de thé a marqué la Belle Époque, car il était extrêmement prisé pour la fleur à couper et expédié par train dans des grandes villes d'Europe et cultivé dans de nombreux endroits dès son lancement en 1909 par Leenders qui venait d'ouvrir sa propre maison, après avoir travaillé chez Lambert dont il bénéficia du soutien constant. Ses fleurs d'un rose intense délicat, rappelant 'Farbenkönigin', sont idéalement turbinées et sur de longues tiges raides. Le revers des pétales est légèrement argenté. La floraison est très généreuse et remontante. Son buisson érigé et vigoureux, au feuillage vert foncé, peut atteindre 80 cm.
'Jonkheer J. L. Mock' est issu d'un croisement ['Madame Caroline Testout' (Pernet-Ducher, 1890) x 'Madame Abel Chatenay' (Pernet-Ducher, 1894)] x 'Farbenkönigin' (Hinner, 1902). Dès son obtention, il obtient la médaille d'or et le prix d'honneur de S.A.R. le prince Henri des Pays-Bas et en 1911 la médaille d'or du concours international de la roseraie de Bagatelle. 
On peut l'admirer à la roseraie du Val-de-Marne de L'Haÿ-les-Roses.